# Лейодер

Лейоде́р (лат. Leioderus L. Redtenbacher, 1849) — рід жуків з родини вусачів. 

## Види
Лейодер Коллара (Leioderus kollari L.Redtenbacher, 1849)